# باشگاه فوتبال استرانگست
باشگاه فوتبال استرانگست (انگلیسی: The Strongest) یک باشگاه فوتبال در شهر لاپاز، بولیوی است.
این باشگاه که در سال ۱۹۰۸ تأسیس شده سابقه ۱۶ قهرمانی در لیگ دسته اول فوتبال بولیوی را در کارنامه دارد.